# François Soulier
François Soulier (* 20. März 1966 in L’Aigle, Département Orne, Normandie, Frankreich) ist ein französischer Schlagzeuger. Von 2002 bis September 2014 war er der Schlagzeuger der französischen New-Wave-Rockgruppe Indochine. Er wird als „Mr. Shoes“ bezeichnet.

## Biografie

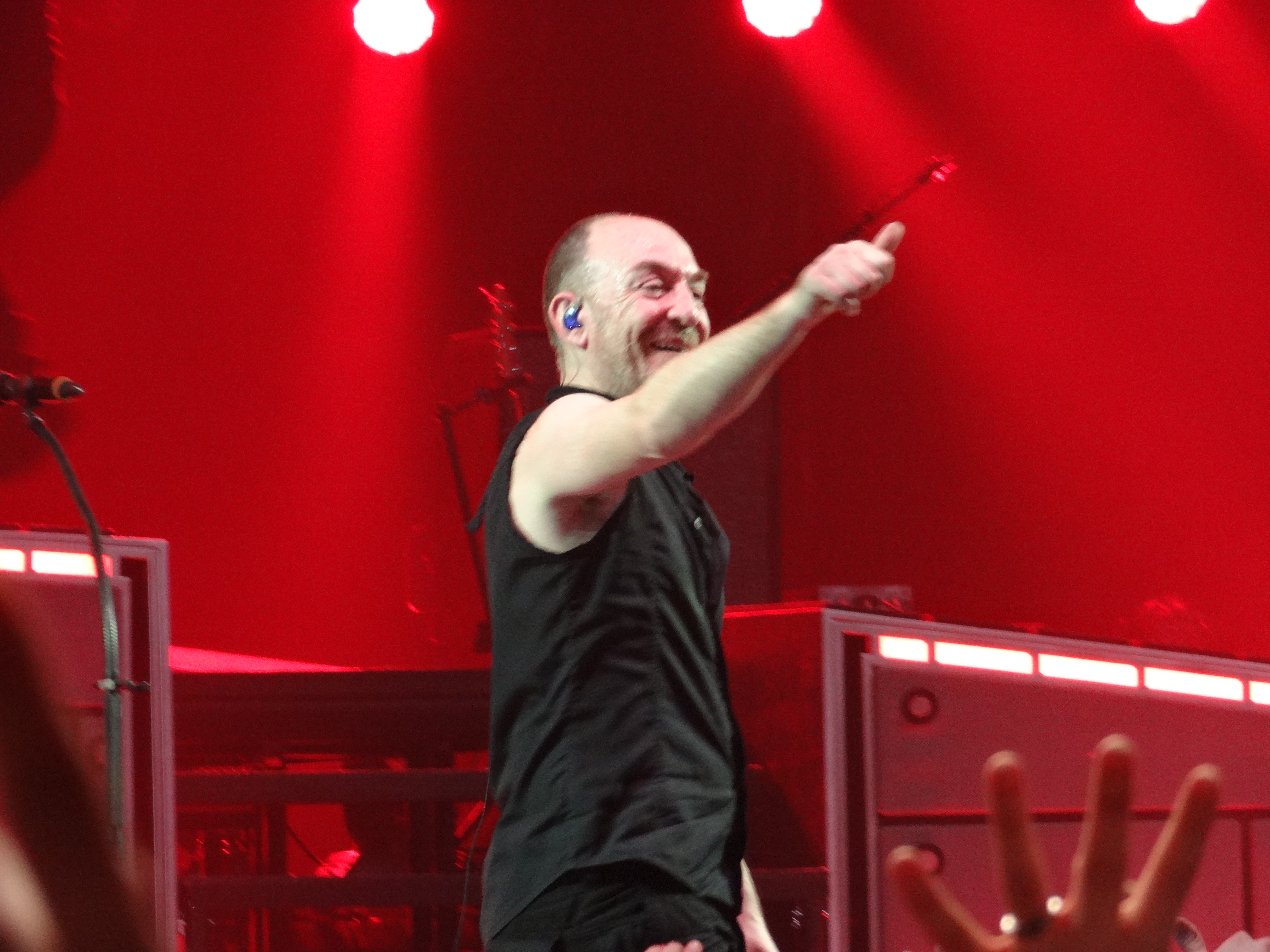
François Soulier bei einem Konzert im März 2013

Im Alter von 10 Jahren zogen seine Eltern nach Alençon und seine Mutter schrieb ihn in Musiktheorie und Schlagzeugunterricht am Conservatoire d’Alençon ein. Bei Indochine spielte Soulier seit der Paradize-Tour.
Zuvor war er der Schlagzeuger der Combo Treponem Pal. Parallel dazu spielte er in der Gruppe Les Psychonautes. François Soulier spielt derzeit mit seiner Band Shoes in dub. Er lebt in der Nähe von Alençon.